# Eucrante
Dans la mythologie grecque, Eucrante (en grec ancien Εὐκράντη / Eukrántê) est une Néréide, fille de Nérée et de Doris, citée par Apollodore et Hésiode dans leurs listes de Néréides. 

## Étymologie
Eucrante, en grec ancien Εὐκράντη / Eukrántê, signifie celle qui apporte l'accomplissement.

## Fonctions
Eucrante est la Néréide des voyages ou pêches à succès.

## Famille
Ses parents sont le dieu marin primitif Nérée, surnommé le vieillard de la mer, et l'océanide Doris. Elle est l'une de leur multiples filles, les Néréides, généralement au nombre de cinquante, et a un unique frère, Néritès. Pontos (le Flot) et Gaïa (la Terre) sont ses grands-parents paternels, Océan et Téthys ses grands-parents maternels.

## Évocation moderne

### Zoologie
L'espèce de Crustacés des Galathea Eucrante tient son nom de la Néréide.